# モーターボート競走法
モーターボート競走法（モーターボートきょうそうほう、昭和26年6月18日法律第242号）は、日本において競艇（BOAT RACE）の開催、競艇場、開催回数、入場料、勝舟投票券、勝舟投票法、払戻金等など、競艇に関する法律である。
ただし、詳細は関連する法律や省令などによって定めるものが多い。
主務官庁は国土交通省海事局総務課だが、施行者の指定に関する事務のみ、総務省自治財政局地方債課が所管する。

## モーターボート競走法で定められている事柄
- 都道府県及び人口、財政等を考慮して総務大臣が指定する市町村（以下「施行者」という。）は、その議会の議決を経て、この法律の規定により、モーターボート競走（以下「競走」という。）を行うことができる。（第2条）
- 施行者以外の者は、勝舟投票券（以下「舟券」という。）その他これに類似するものを発売して、競走を行つてはならない。（第2条の5）
- 舟券は10円単位で発売し、10枚（100円単位）以上を1枚として発売することができる。
- 勝舟投票法は単勝式、複勝式、連勝単式、連勝複式、重勝式
  - 2007年4月1日の法改正により勝舟投票法に重勝式が追加されたが、重勝式舟券はまだ発売されていない。
- 未成年者は勝舟投票券を購入し、または譲り受けてはならない。
  - 2007年4月1日の法改正前にあっては、学生又は生徒については20歳以上であっても舟券を購入できなかったが、同日の改正法施行に伴い成人学生も舟券が購入できるようになった。
    - なお、成人学生の投票券購入解禁は競馬法改正（2005年1月1日施行）に伴う中央競馬・地方競馬における勝馬投票券購入解禁に次ぐものである。

## その他
- 1951年3月12日、議員立法として衆議院に提出。3月29日、衆議院本会議で可決。しかし6月2日、衆議院では賛成だった日本社会党が一時反対に回ったため、参議院本会議で否決された。6月5日、衆議院本会議で出席議員の3分の2以上の賛成で再可決され、成立した。日本の憲政史上ではじめての、衆議院の再議決により参議院で否決された法案が衆議院で再可決されて成立した法案である。当時は他にドッグレース（畜犬競技法案）やハイアライ（ハイアライ競技法案）を公営競技として実施しようとする動きがあったが、それら競合を抑えての成立であった[1]。
- 1951年の成立当初は「戦後復興資金の確保」を目的とした時限立法であったが、その後1961年に内閣府の公営競技調査会が「現行公営競技の存続を認めるのが妥当」という答申を出したことから、翌1962年に法改正が行われ恒久立法化した経緯がある[2]。
- 衆議院再議決の時に再議決を主導したのは当時議院運営委員長だった小沢佐重喜だが、その56年後の2007年に、佐重喜の長男小沢一郎が第一野党民主党党首として参院選で参議院野党過半数を獲得し、衆議院で法案再可決権である三分の二以上の議席を持つ与党自民党と対峙することとなった。翌2008年1月には参議院で補給支援特別措置法案を否決させたものの、衆議院では与党が三分の二以上で再可決となった。その再可決を主導したのは、競艇の生みの親で日本船舶振興会初代会長笹川良一の次男笹川堯であった。
- 笹川はモーターボート競走法の衆議院再可決条項によって競艇に携わることができた。